# Trifolium sect. Vesicaria

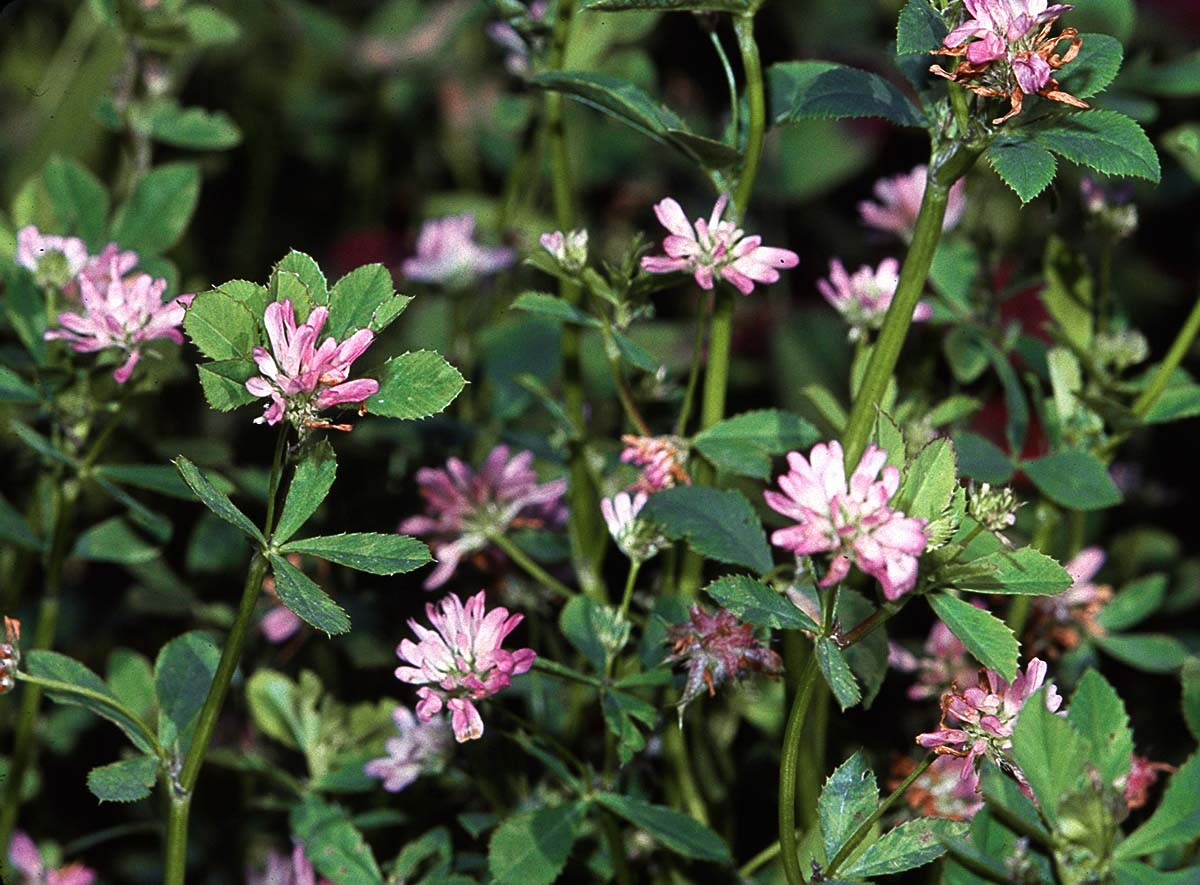
Persischer Klee (Trifolium resupinatum)

Trifolium sect. Vesicaria ist eine Sektion in der Gattung Klee (Trifolium). Sie enthält sieben Arten aus Eurasien. Durch die für Klee einmalige Struktur des asymmetrischen, blasenförmigen Kelches ist sie klar von den anderen Sektionen der Gattung unterschieden. Auch die auf dem Kopf stehenden Blüten finden sich exklusiv in dieser Sektion.

## Beschreibung
Die Arten der Sektion Vesicaria sind einjährige oder ausdauernde, krautige Pflanzen. Die Blütenstände sind sitzend oder gestielt. In der Fruchtreife sind sie kugelig, eiförmig oder sternartig.
Tragblätter sind vorhanden, manchmal sind die unteren Tragblätter zu Hüllblättern umgeformt. Die zahlreichen Einzelblüten sind gestielt oder sitzend. Der Kelch ist zweilippig mit einer zweizähnigen Oberlippe. Die Kelchröhre erweitert sich während der Fruchtreife blasenförmig mit einer netzartig gerippten Oberfläche, die beiden Kelchzähne werden borstig. Die Unterlippe ist dreizähnig und bleibt bei der Fruchtreife unverändert. Der Schlund der Kelchröhre verengt oder schließt sich.
Die Krone steht bei einigen Arten um 180° verdreht mit nach unten zeigender Fahne. Sie ist bleibend oder abfallend. Die Fahne ist frei oder mit den anderen Kronblättern verwachsen. Der Fruchtknoten ist elliptisch oder eiförmig mit einem geraden oder geknietem Griffel. Die Hülsenfrüchte sind ein- bis zweisamig und vom  blasenförmigen Kelch vollständig eingeschlossen.

## Systematik
Die Typusart der Sektion ist Trifolium fragiferum. Die Sektion ist von allen anderen Sektionen der Gattung klar unterschieden. Nur zur Sektion Mistyllus besteht eine gewisse Ähnlichkeit, dort ist der blasenförmige Kelch aber symmetrisch. Eine molekulargenetische Untersuchung aus dem Jahr 2006 ergab, dass wahrscheinlich eine Einteilung der Gattung Trifolium in zwei Untergattungen Chronosemium und Trifolium mit acht Sektionen gerechtfertigt ist. In diesem Fall würden die Sektionen Mistyllus und Vesicaria zusammengefasst. Bislang wurden die nach dieser Untersuchung vorgeschlagenen Untergattungen aber noch nicht gültig benannt.
Die Arten der Sektion Vesicaria und ihre Zuordnung nach Michael Zohary und David Heller sind:
- Trifolium bullatum Boiss. et Hausskn.
- Trifolium clusii Godr. et Gren.
- Erdbeer-Klee (Trifolium fragiferum L.)
- Trifolium physodes Stev. ex M.B.
- Persischer Klee (Trifolium resupinatum L.)
- Filz-Klee (Trifolium tomentosum L.)
- Trifolium tumens Stev. ex M.B.